# مسمومیت جیوه
جیوه فلزی سمی است که تماس با آن می‌تواند موجب مسمومیت جیوه در انسان شود. این مسمومیت می‌تواند باعث آسیب‌های عصبی برگشت‌ناپذیر در مغز کودکان یا علائمی نظیر بی‌حسی، احساس گزگز، از دست دادن تعادل و ضعف شنوایی یا بینایی در بزرگسالان شود.
آمالگام دندانی حاوی مقداری جیوه است که باید تلاش شود هنگام استفاده از آن بیماران کمترین تماس را با جیوه پیدا کنند.